# Chaire de la cathédrale de Pise
La chaire de la cathédrale de Pise, réalisée entre 1302 et 1311 par Giovanni Pisano, est considérée par la critique comme étant l'aboutissement de la recherche de l'artiste et l'un de ses plus grands chefs-d'œuvre.

## Histoire
Dès qu'il eut achevé la chaire de Sant'Andrea à Pistoia, Giovanni rentra à Pise où lui fut tout de suite attribué la réalisation d'une nouvelle chaire pour la cathédrale, car désormais l'ancienne, de Guglielmo (1157-1162), ne convenant plus, fut démontée et donnée à la cathédrale de Cagliari, principal centre des possessions pisanes outremer.
Il s'employa à ce nouveau chef-d'œuvre durant une décennie. Une inscription le rappelle : « Au nom de Dieu, Amen. Borghogno di Tado fit exécuter la nouvelle chaire de la cathédrale, laquelle fut commencée en l'an 1302 et achevée au mois de décembre de l'année 1311 ». Les dates des travaux se trouvent également corroborées par des documents d'archive relatifs aux achats de matériaux, également par une autre inscription courant le long du socle de la chaire, qui mentionne aussi 1311 comme étant l'année d'achèvement de l'œuvre et souligne expressément le fait que Giovanni réalisa seul ce travail.
Par cette dernière inscription, Giovanni livre à la postérité son amertume du fait que durant la réalisation de l'œuvre, « il avait supporté beaucoup de torts et de manques de respect ». C'est bien la première fois dans l'histoire médiévale, que l'auteur se tourne vers les observateurs pour leur ouvrir son cœur. La véritable raison de ses protestations tiennent au fait que, pour la première fois, Giovanni se reconnait comme une personnalité artistique et, s'il regrette d'avoir conclu un marché défavorable pour lui avec les administrateurs de la ville, c'est précisément parce que le sculpteur était payé à la journée, avec un salaire fixe, comme un simple ouvrier ; de telle façon il n'était rémunéré que pour son travail manuel et non pour son œuvre créatrice.
À la suite de l'incendie de la cathédrale (25 octobre 1595), la chaire, peu endommagée, fut toutefois démontée et déplacée pour la durée des travaux de reconstruction de la toiture de l'édifice (1599-1601). Les divers éléments furent conservés pour une part au Camposanto, d'autres restèrent à l'intérieur de la cathédrale. Enfin, elle fut remontée, non sans polémiques, en 1926, selon l'agencement de Peleo Bacci, avec quelques nouvelles pièces en remplacement de celles perdues (chapiteaux, soubassement et corniche), quelques colonnes, quoique antiques, ne sont pas non plus celles d'origine. L'endroit où a été remontée la chaire, loin du chœur, n'est pas sa place d'origine.

## Description de l'œuvre
Sur une base circulaire restaurée, se dressent huit supports : quatre colonnes, dont deux sont posées sur des lions stylophores, quatre personnages qui sont respectivement :
- l'Église, soutenue par des vertus cardinales,
- Le Christ, soutenu par des Évangélistes,
- Saint Michel archange,
- Hercule.

Le support central montre les trois vertus théologales surmontant la philosophie et les sept arts libéraux.

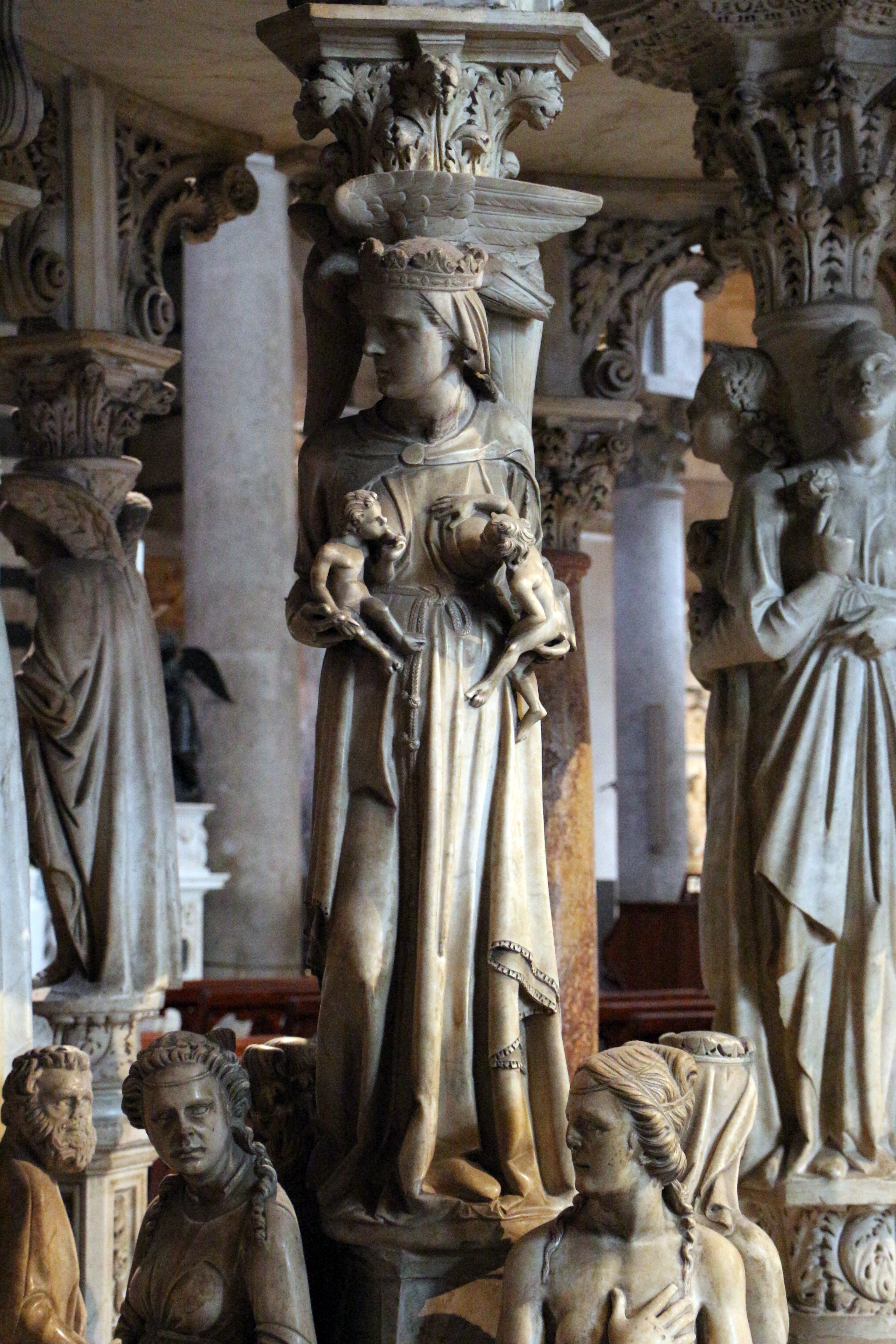
l'Église.
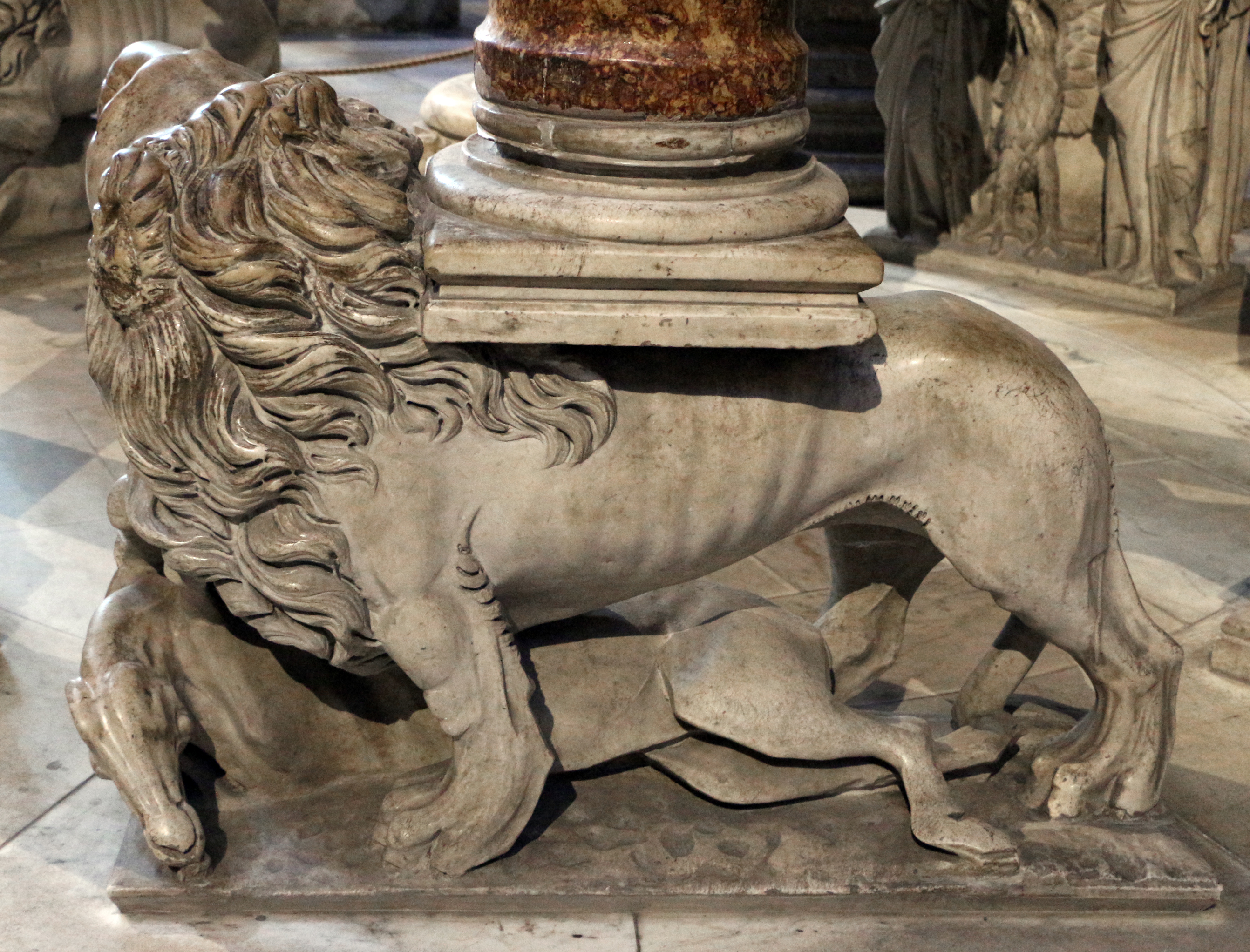
Lion stylophore.
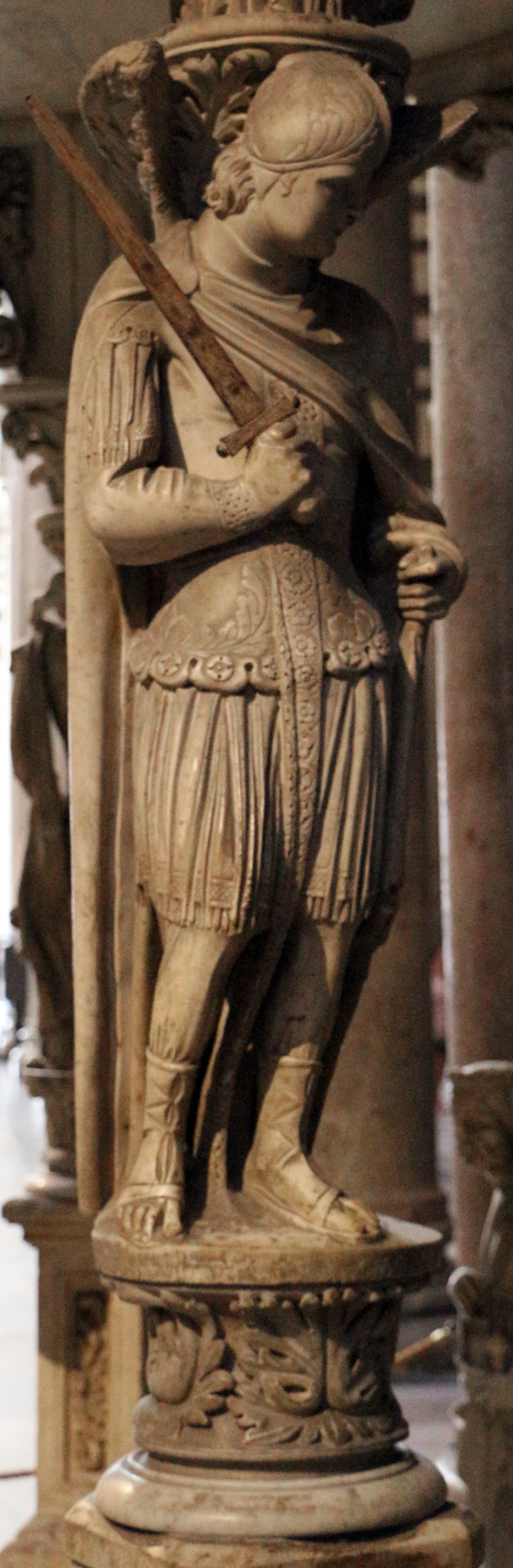
Saint Michel.
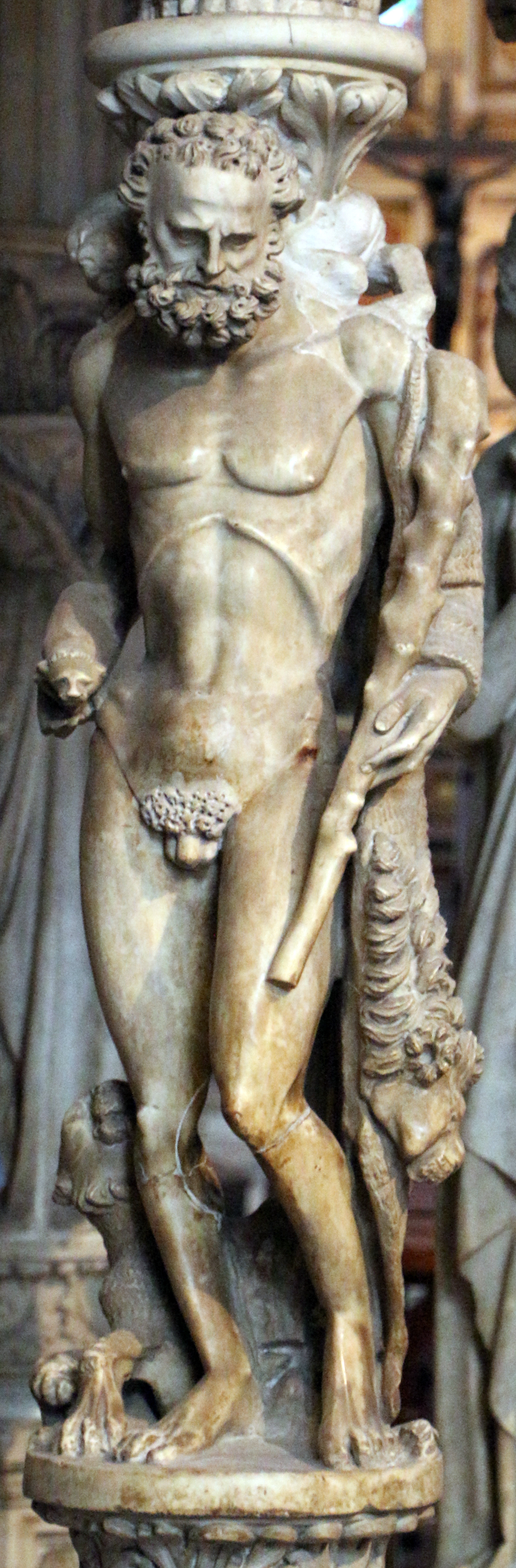
Hercule.
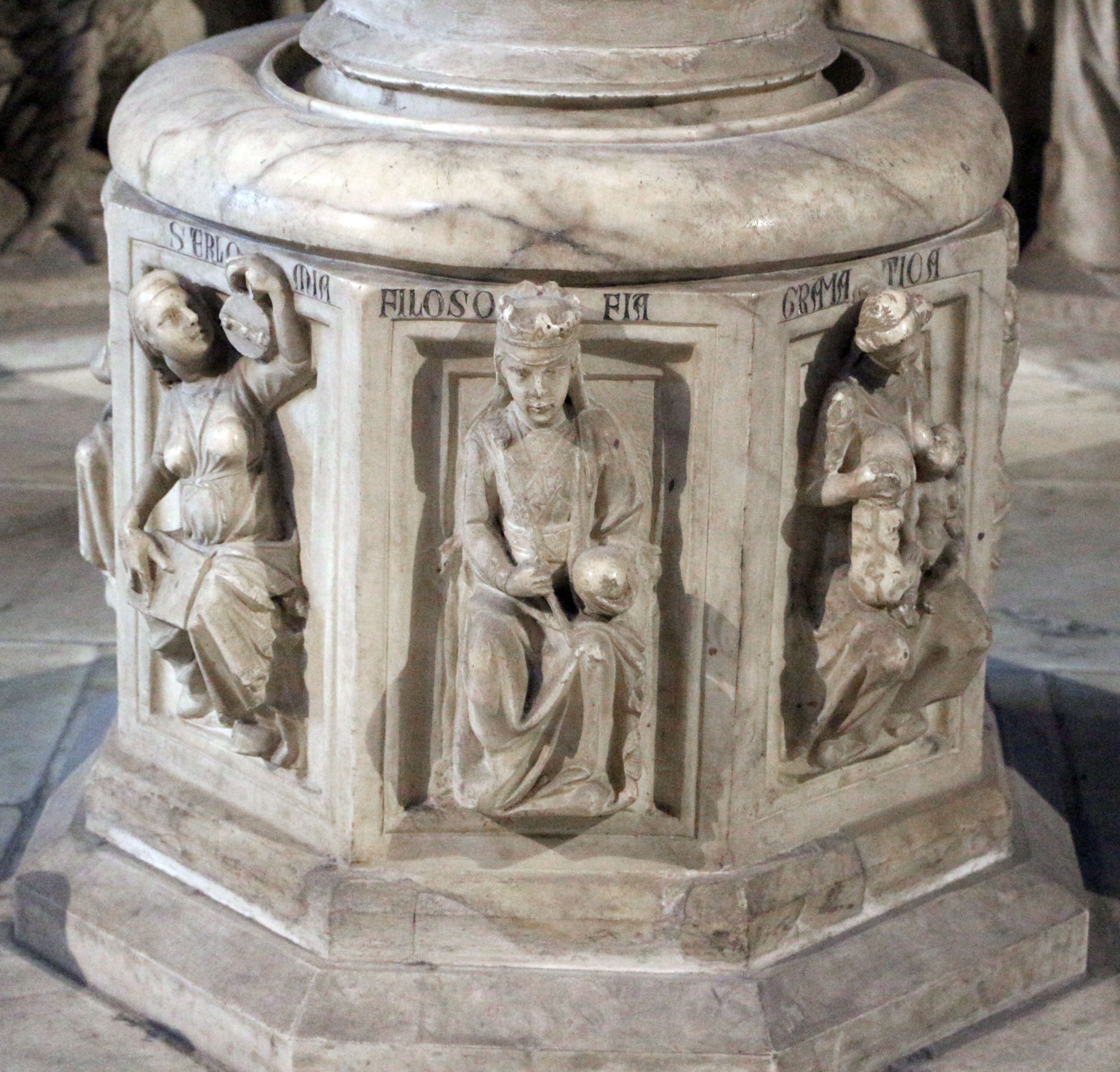
Les arts libéraux, pilier central.

C'est dans la zone des chapiteaux de soutien qu'intervient la grande nouveauté de Giovanni, qui a substitué les arcs brisés gothiques par des consoles. Au-dessus des chapiteaux, des écoinçons décorés de prophètes et d’apôtres, accompagnent des consoles aux formes végétales finissant en spirales et rosettes. Posées sur les chapiteaux, des sibylles complètent le soutien de la tribune.

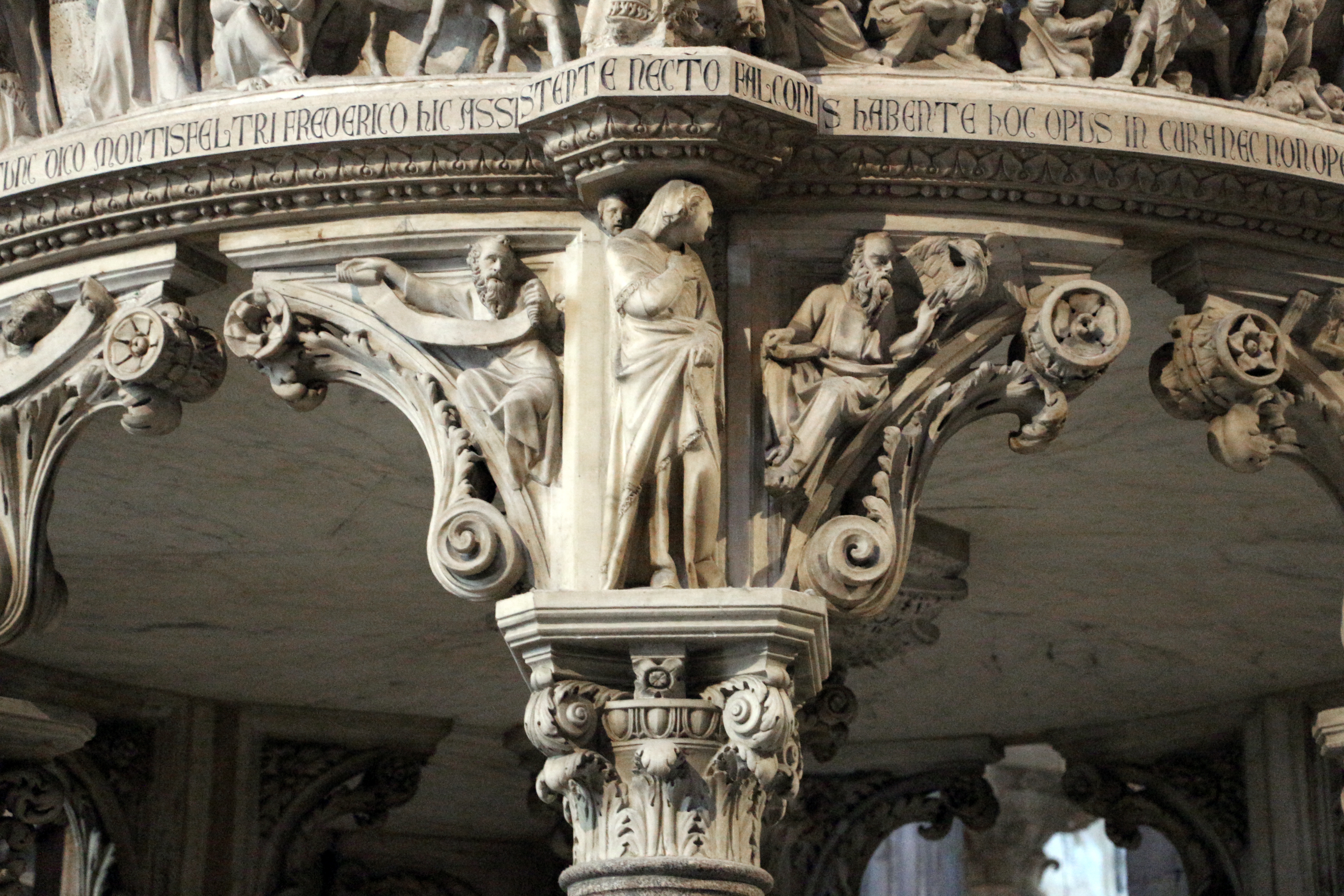
Chapiteau, consoles et écoinçons.
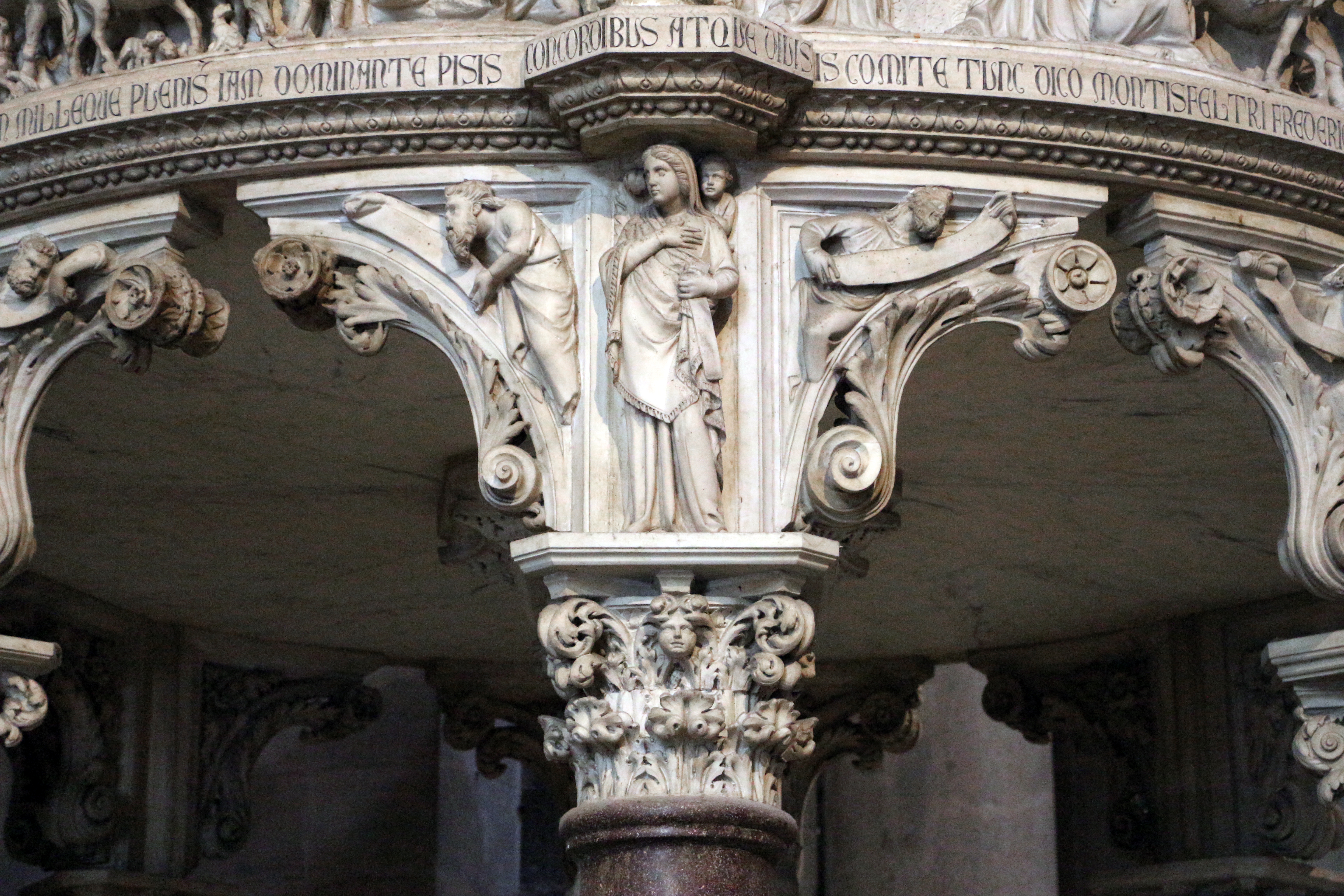
Chapiteau, consoles et écoinçons.

La cuve est octogonale, ses côtés sont curvilignes, l'ensemble possède la fluidité du cercle. Les panneaux qui la constituent représentent des scènes du Nouveau Testament. Ils sont séparés par des statues de prophètes en plus de celle du Christ et d'un groupe d'anges faisant partie prenante de la scène du Jugement dernier. Ces panneaux sont au nombre de neuf par la présence de deux d'entre eux sur les côtés de la balustrade de l'escalier de la chaire (l'escalier est soutenu par deux autres colonnes, extérieures à la base octogonale). Les panneaux représentent respectivement :
- l'Annonciation et la Visitation, la naissance de Jean-Baptiste,
- Le voyage, l'adoration des Mages,
- La présentation au Temple, les rois Mages devant Hérode et la fuite en Égypte,
- Le Massacre des innocents,
- L'arrestation et la Passion du Christ,
- La Crucifixion,
- Le Jugement dernier, en deux panneaux, avec le Christ-Juge au centre.

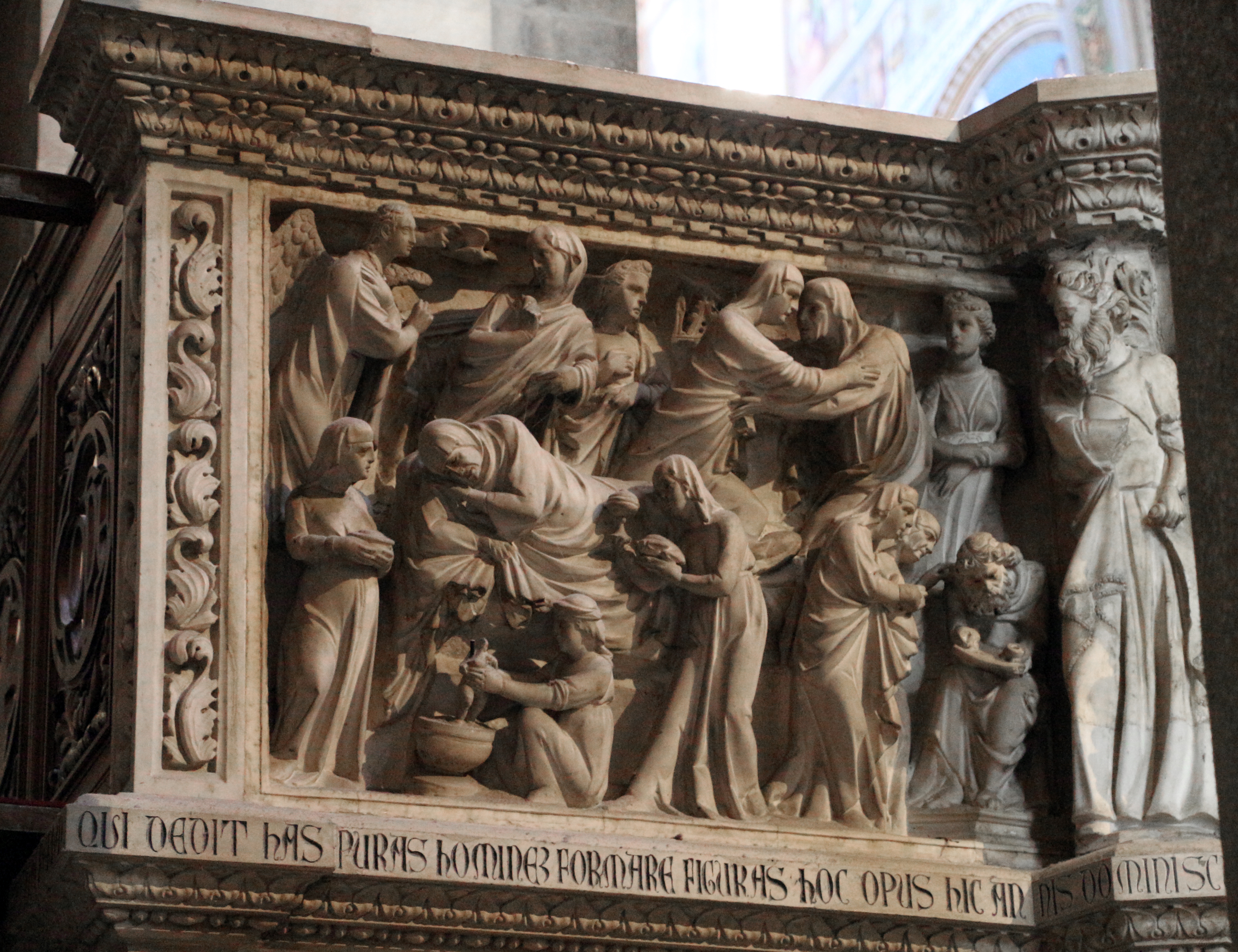
Annonciation, Visitation et naissance de Jean-Baptiste.
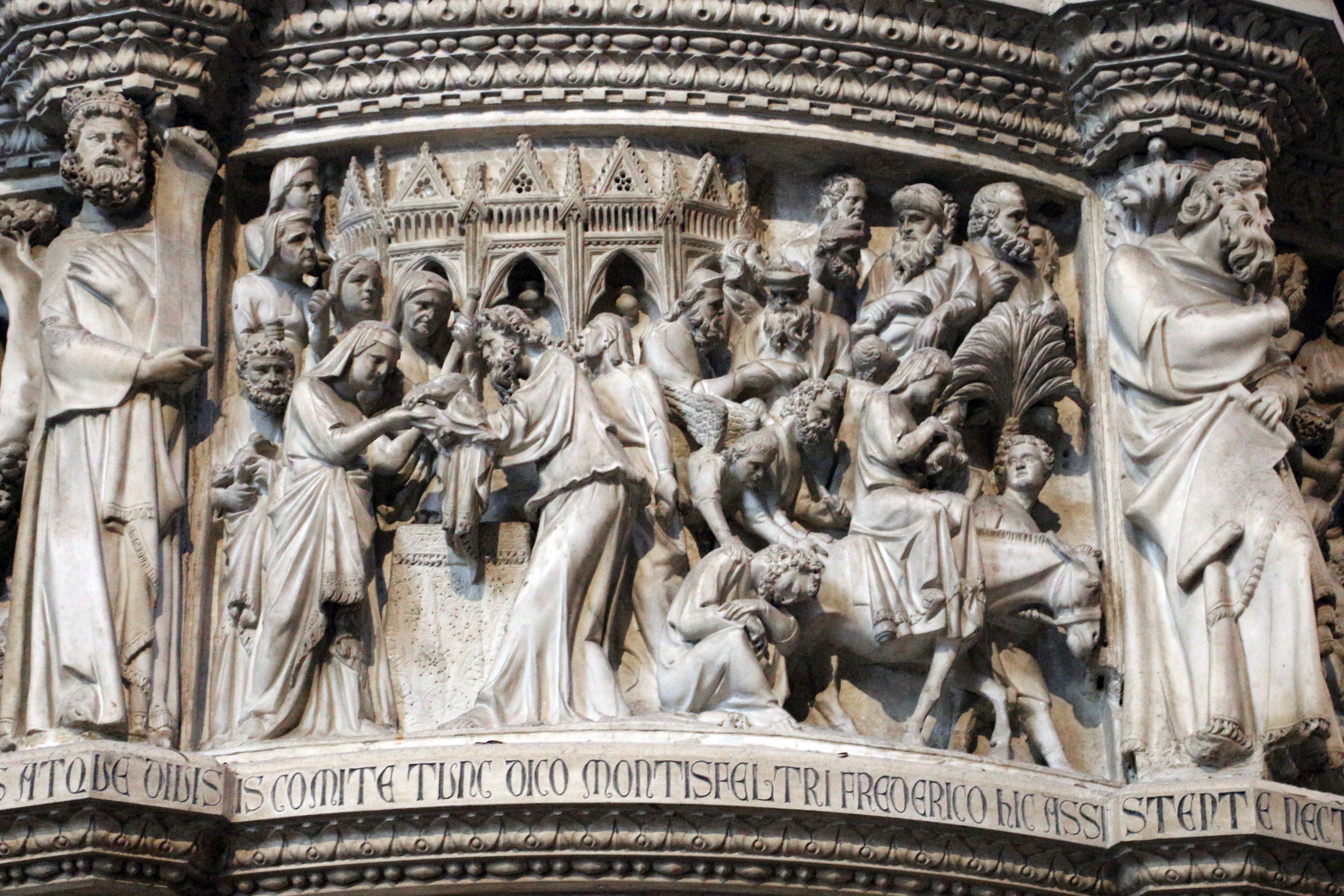
Présentation au Temple, les rois Mages devant Hérode, fuite en Égypte.
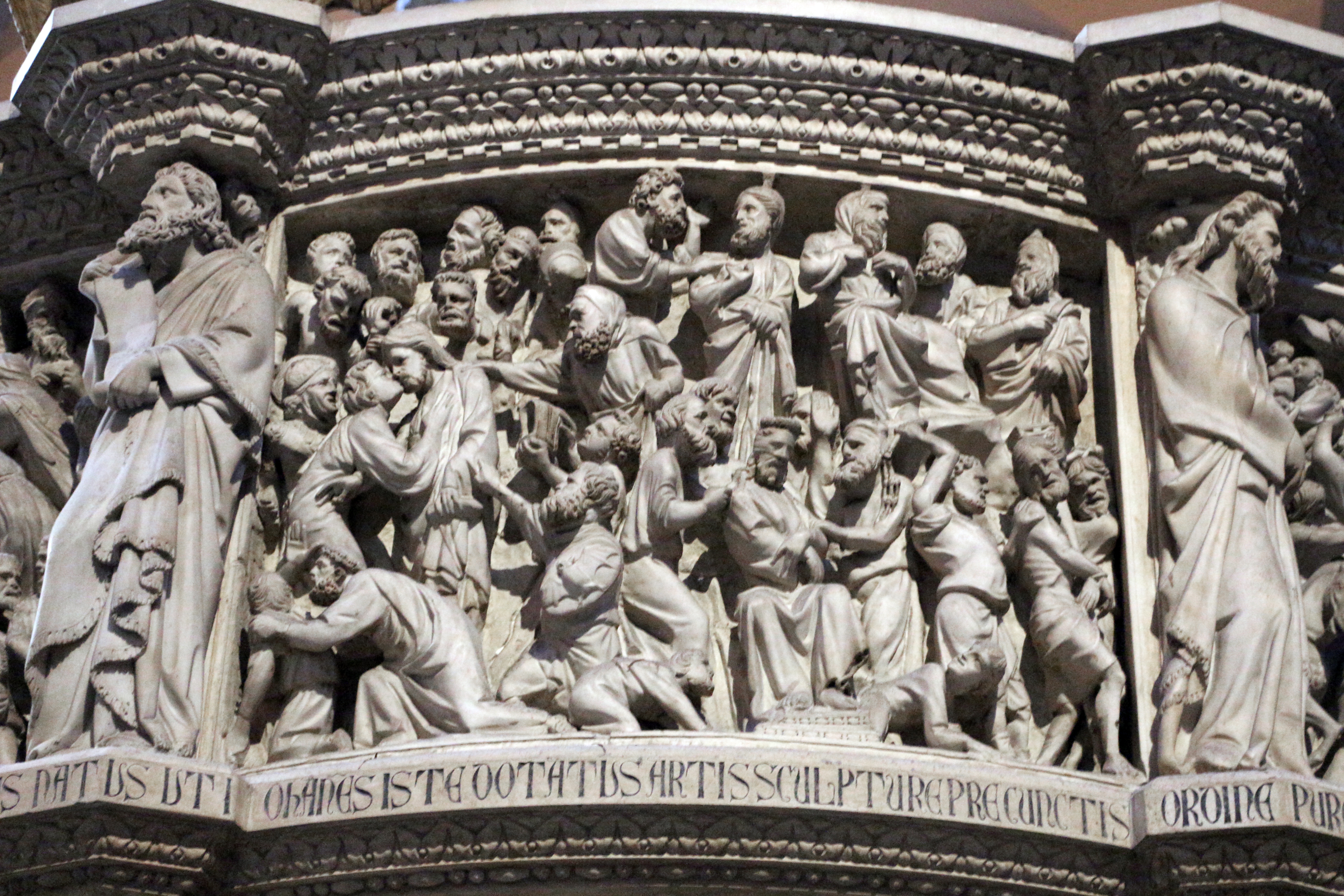
L'arrestation et la passion du Christ.
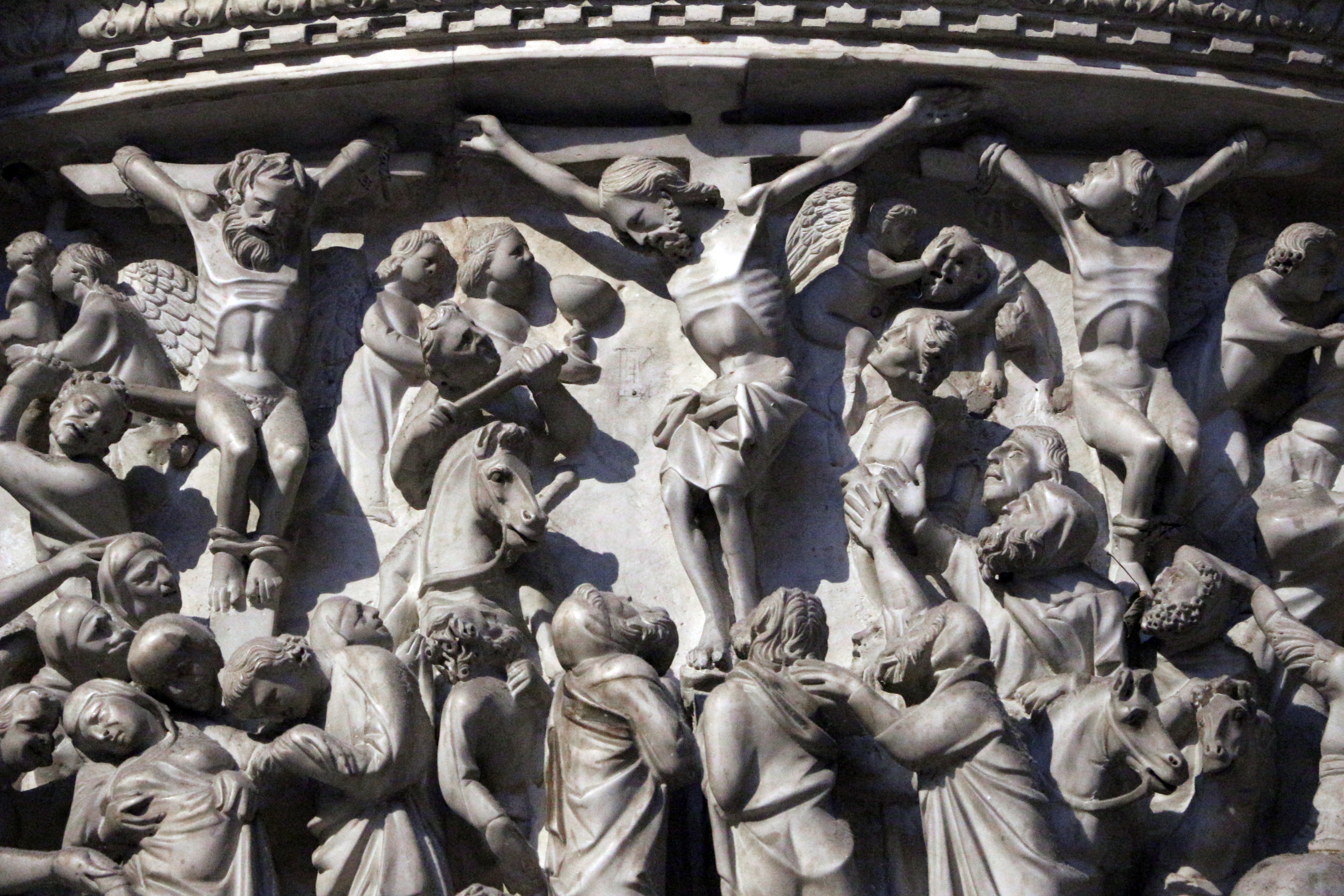
Crucifixion.
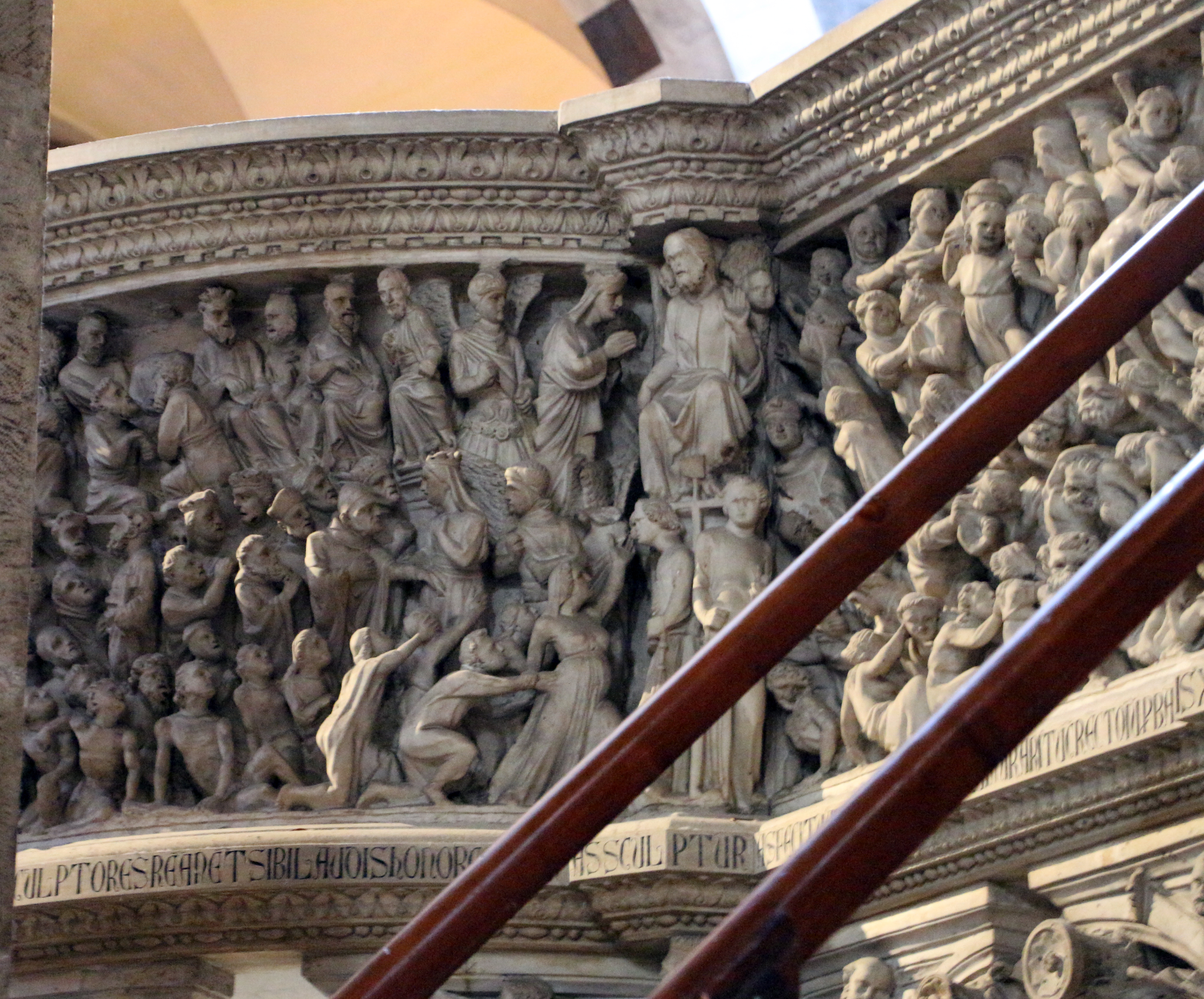
Le Jugement dernier en deux panneaux.

Cette œuvre est le point d'achèvement du parcours de Giovanni vers l'atténuation des plus rudes expressions gothiques en faveur d'un style plus souple, mais toujours avec des lignes précises et dans une grande recherche expressive. Il manifeste une réhabilitation des parties décoratives classiques à la place du gothique, comme cela apparaît avec évidence dans les écoinçons d'inspiration ionique, ou bien encore dans l'iconographie des statues, telle que la Tempérance, personnage inspiré de la Vénus pudique, ou l'Hercule (également identifié par la critique comme Samson) lui aussi plus globalement d'inspiration classique par rapport à l'interprétation paternelle (Nicola Pisano) de ce sujet. 

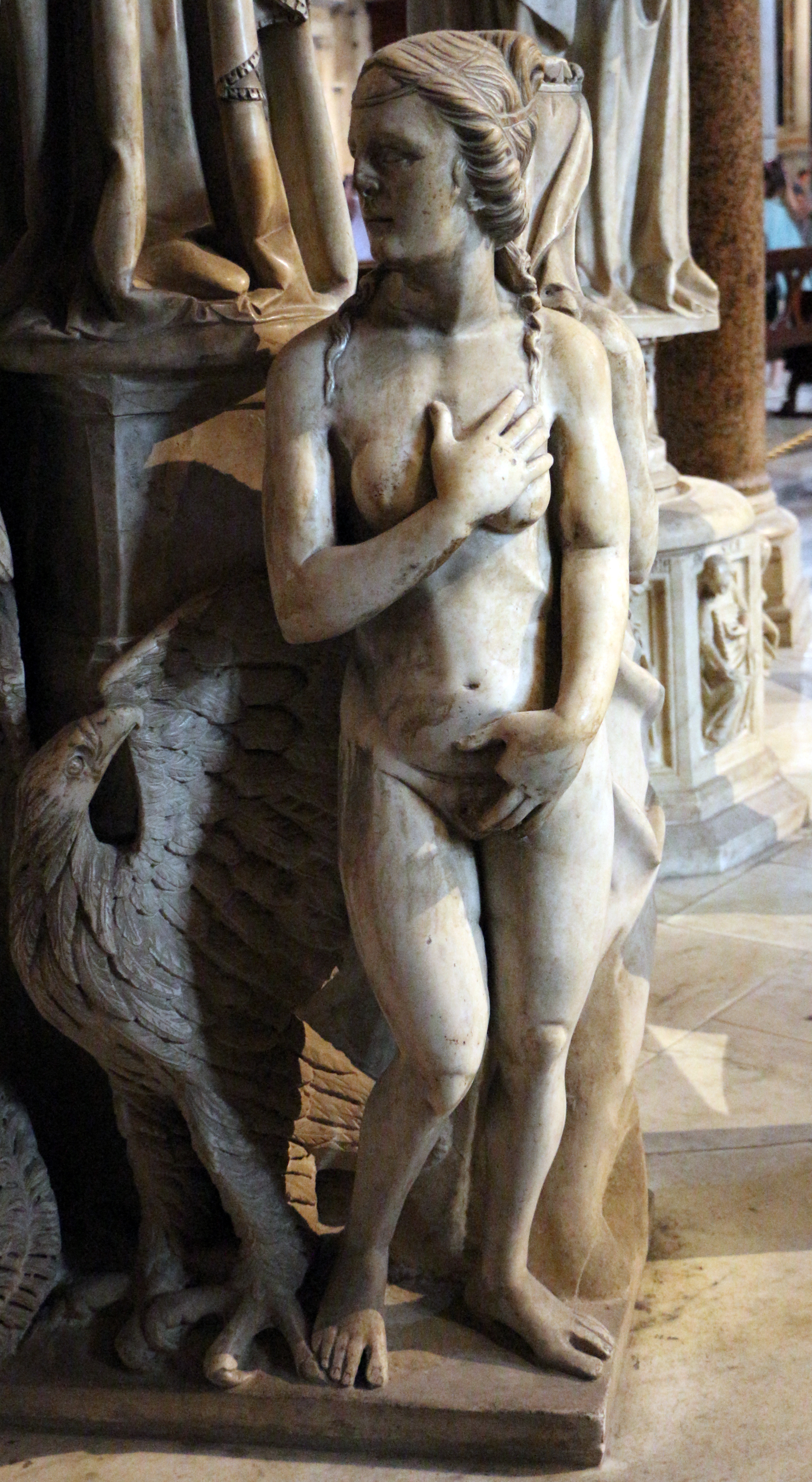
La Vénus pudique.

Toutefois, isoler et examiner en détail chaque personnage se révèle d'une lecture plus ardue que la chaire précédente de Pistoia. Cela est dû, en particulier au niveau des panneaux de la balustrade, à la volonté de concevoir l'œuvre comme un continuum narratif circulaire, bouillonnant de formes et de personnages, en moyenne de plus petites dimensions.
L'attention portée aux détails, la richesse de la décoration, la finition très soignée des personnages se fait ici plus sentir que précédemment. Cela fait que, tant dans une vue globale que par la conception et la composition de chaque partie, cette chaire est considérée comme l'aboutissement de la recherche de l'artiste.

## Sources
: document utilisé comme source pour la rédaction de cet article.
- (it) Géza Jászai, Giovanni Pisano. Enciclopedia dell'Arte Medievale, Treccani, 1995, p. 7 à 13.
- Valerio Ascani, Giovanni Pisano. Dizionario Biografico degli Italiani. Volume 56 ; p. 10 à 13, (2001). Treccani.

Ces deux auteurs précisent dans leurs documents respectifs qu'ils se référent eux-mêmes à :
- I. B. Supino, Il pergamo di Giovanni Pisano nel duomo di Pisa. Achivio storico dell'arte, V, (1892).
- P. Bacci, La ricostruzione del pergamo di Giovanni Pisano nel duomo di Pisa. Milano - Roma (1926).
- E. Carli, Il pergamo del duomo di Pisa. Pisa (1975).